# Nuoto ai Giochi della XXX Olimpiade - 200 metri stile libero femminili
La gara dei 200 metri stile libero femminili dei Giochi di Londra 2012 si è svolta il 30 e 31 luglio; vi hanno preso parte 37 nuotatrici provenienti da 31 nazioni.
La statunitense Allison Schmitt ha conquistato il titolo stabilendo in finale il nuovo primato olimpico in 1'53"61.

## Programma
| Data           | Ora (BST/UTC+1) | Turno      |
| -------------- | --------------- | ---------- |
| 30 luglio 2012 | 10:10           | Batterie   |
| 30 luglio 2012 | 19:30           | Semifinali |
| 31 luglio 2012 | 19:41           | Finale     |

## Record
Prima di questa competizione, il record del mondo e il record olimpico erano i seguenti.
| Record mondiale | 1'52"98 | Federica Pellegrini Italia | 29 luglio 2009 Roma, Italia  |
| Record olimpico | 1'54"82 | Federica Pellegrini Italia | 13 agosto 2008 Pechino, Cina |

Durante l'evento è stato migliorato il seguente record:
| Data      | Evento | Atleta          | Nazione     | Tempo   | Record          |
| --------- | ------ | --------------- | ----------- | ------- | --------------- |
| 30 luglio | Finale | Allison Schmitt | Stati Uniti | 1'53"61 | Record olimpico |

## Risultati

### Batterie
| Pos. | Atleta                   | Nazionalità   | Tempo   | Batt. | Corsia | Note |
| ---- | ------------------------ | ------------- | ------- | ----- | ------ | ---- |
| 1    | Federica Pellegrini      | Italia        | 1'57"16 | 3     | 5      | Q    |
| 2    | Allison Schmitt          | Stati Uniti   | 1'57"33 | 5     | 4      | Q    |
| 3    | Missy Franklin           | Stati Uniti   | 1'57"62 | 3     | 4      | Q    |
| 4    | Veronika Popova          | Russia        | 1'57"79 | 3     | 3      | Q    |
| 4    | Melanie Costa Schmid     | Spagna        | 1'57"79 | 5     | 7      | Q    |
| 6    | Barbara Jardin           | Canada        | 1'57"92 | 3     | 6      | Q    |
| 7    | Sarah Sjöström           | Svezia        | 1'58"03 | 5     | 5      | Q    |
| 7    | Caitlin McClatchey       | Gran Bretagna | 1'58"03 | 4     | 2      | Q    |
| 9    | Samantha Cheverton       | Canada        | 1'58"11 | 3     | 7      | Q    |
| 10   | Bronte Barratt           | Australia     | 1'58"12 | 4     | 3      | Q    |
| 11   | Kylie Palmer             | Australia     | 1'58"16 | 5     | 3      | Q    |
| 12   | Camille Muffat           | Francia       | 1'58"49 | 4     | 4      | Q    |
| 13   | Silke Lippok             | Germania      | 1'58"59 | 5     | 6      | Q    |
| 14   | Wang Shijia              | Cina          | 1'58"73 | 4     | 6      | Q    |
| 15   | Hanae Itō                | Giappone      | 1'58"93 | 4     | 1      | Q    |
| 16   | Sara Isaković            | Slovenia      | 1'58"96 | 5     | 1      | Q    |
| 17   | Rebecca Turner           | Gran Bretagna | 1'58"98 | 3     | 2      |      |
| 18   | Ophélie-Cyrielle Étienne | Francia       | 1'59"15 | 3     | 1      |      |
| 19   | Nina Rangelova           | Bulgaria      | 1'59"21 | 4     | 8      |      |
| 20   | Karin Prinsloo           | Sudafrica     | 1'59"24 | 5     | 8      |      |
| 21   | Song Wenyan              | Cina          | 1'59"47 | 4     | 7      |      |
| 22   | Ágnes Mutina             | Ungheria      | 1'59"56 | 5     | 2      |      |
| 23   | Hang Yu Sze              | Hong Kong     | 1'59"92 | 3     | 8      |      |
| 24   | Pernille Blume           | Danimarca     | 2'00"91 | 2     | 5      |      |
| 25   | Camelia Potec            | Romania       | 2'01"15 | 2     | 6      |      |
| 26   | Liliana Ibanez           | Messico       | 2'01"36 | 2     | 2      |      |
| 27   | Anna Stylianou           | Cipro         | 2'01"87 | 2     | 1      |      |
| 28   | Katarína Filová          | Slovacchia    | 2'02"03 | 2     | 8      |      |
| 29   | Jördis Steinegger        | Austria       | 2'02"39 | 2     | 4      |      |
| 30   | Natthanan Junkrajang     | Thailandia    | 2'02"49 | 1     | 3      |      |
| 31   | Danielle Villars         | Svizzera      | 2'03"55 | 1     | 5      |      |
| 32   | Hanna-Maria Seppälä      | Finlandia     | 2'04"21 | 2     | 7      |      |
| 33   | Baek Il-Joo              | Corea del Sud | 2'04"32 | 1     | 4      |      |
| 34   | Heather Arseth           | Mauritius     | 2'07"81 | 1     | 6      |      |
| 35   | Aurelie Fanchette        | Seychelles    | 2'23"49 | 1     | 2      |      |
| -    | Grainne Murphy           | Irlanda       | -       | 2     | 3      | DNS  |
| -    | Femke Heemskerk          | Paesi Bassi   | -       | 4     | 5      | DNS  |

### Semifinali
| Pos. | Atleta               | Nazionalità   | Tempo   | Batt. | Corsia | Note |
| ---- | -------------------- | ------------- | ------- | ----- | ------ | ---- |
| 1    | Bronte Barratt       | Australia     | 1'56"08 | 1     | 2      | Q    |
| 2    | Allison Schmitt      | Stati Uniti   | 1'56"15 | 1     | 4      | Q    |
| 3    | Camille Muffat       | Francia       | 1'56"18 | 1     | 7      | Q    |
| 4    | Federica Pellegrini  | Italia        | 1'56"67 | 2     | 4      | Q    |
| 5    | Veronika Popova      | Russia        | 1'56"84 | 1     | 5      | Q    |
| 6    | Caitlin McClatchey   | Gran Bretagna | 1'57"33 | 2     | 6      | Q    |
| 7    | Kylie Palmer         | Australia     | 1'57"44 | 2     | 7      | Q    |
| 8    | Missy Franklin       | Stati Uniti   | 1'57"57 | 2     | 5      | Q    |
| 9    | Melanie Costa Schmid | Spagna        | 1'57"76 | 2     | 3      |      |
| 10   | Barbara Jardin       | Canada        | 1'57"91 | 1     | 3      |      |
| 11   | Samantha Cheverton   | Canada        | 1'57"98 | 2     | 2      |      |
| 12   | Sarah Sjöström       | Svezia        | 1'58"12 | 1     | 6      |      |
| 13   | Silke Lippok         | Germania      | 1'58"24 | 2     | 1      |      |
| 14   | Sara Isaković        | Slovenia      | 1'58"47 | 1     | 8      |      |
| 15   | Wang Shijia          | Cina          | 1'58"63 | 1     | 1      |      |
| 16   | Hanae Itō            | Giappone      | 1'59"62 | 2     | 8      |      |

### Finale
| Pos.    | Atleta              | Nazionalità   | Tempo   | Corsia | Note            |
| ------- | ------------------- | ------------- | ------- | ------ | --------------- |
| Oro     | Allison Schmitt     | Stati Uniti   | 1'53"61 | 5      | Record olimpico |
| Argento | Camille Muffat      | Francia       | 1'55"58 | 3      |                 |
| Bronzo  | Bronte Barratt      | Australia     | 1'55"81 | 4      |                 |
| 4       | Missy Franklin      | Stati Uniti   | 1'55"82 | 8      |                 |
| 5       | Federica Pellegrini | Italia        | 1'56"73 | 6      |                 |
| 6       | Veronika Popova     | Russia        | 1'57"25 | 2      |                 |
| 7       | Caitlin McClatchey  | Gran Bretagna | 1'57"60 | 7      |                 |
| 8       | Kylie Palmer        | Australia     | 1'57"68 | 1      |                 |